# Pilaló (Cotopaxi)
Pilaló ist eine Ortschaft und eine Parroquia rural („ländliches Kirchspiel“) im Kanton Pujilí der ecuadorianischen Provinz Cotopaxi. Die Parroquia besitzt eine Fläche von 207,4 km². Die Einwohnerzahl lag im Jahr 2010 bei 2640. Für das Jahr 2020 wurde eine Einwohnerzahl von 3050 prognostiziert.

## Lage
Die Parroquia Pilaló liegt an der Westflanke der Cordillera Occidental. Das Gebiet liegt in Höhen zwischen 1600 m und 3914 m. Die Flüsse Río Chiquinquira und Río Chuquiraguas entwässern das Areal nach Westen. Der 2490 m hoch gelegene Hauptort befindet sich etwa 33 km westlich vom Kantonshauptort Pujilí. Die Fernstraße E30 (Quevedo–Latacunga) führt an Pilaló vorbei.
Die Parroquia Pilaló grenzt im Nordwesten und im Norden an die Parroquia El Tingo, im Osten an die Parroquia Zumbahua, im Südosten an die Parroquia Angamarca sowie im Süden und im Südwesten an die Parroquias El Corazón und Ramón Campaña (beide im Kanton Pangua).

## Orte und Siedlungen
In der Parroquia gibt es insgesamt 10 Recintos:
- Apahua
- Chaupicruz
- Chilca
- Choasillí
- Conucto
- Corralpungo
- La Planada
- Milín
- Pilaló Centro
- Redrován

Außerdem gibt es die Comuna El Paraíso.

## Geschichte
Die Parroquia Pilaló wurde am 14. Oktober 1852 gegründet (fecha de creación).